# Desa Genting (administrativ by i Indonesien, lat -7,16, long 109,96)
Desa Genting är en administrativ by i Indonesien.   Den ligger i provinsen Jawa Tengah, i den västra delen av landet, 400 km öster om huvudstaden Jakarta.